# Aplodactylus etheridgii
Aplodactylus etheridgii is een  straalvinnige vissensoort uit de familie van aplodactiliden (Aplodactylidae). De wetenschappelijke naam van de soort is voor het eerst geldig gepubliceerd in 1889 door Ogilby.